# Berumerfehner Moor
Das Berumerfehner Moor ist ein Moorgebiet in der ostfriesischen Gemeinde Großheide in Niedersachsen.

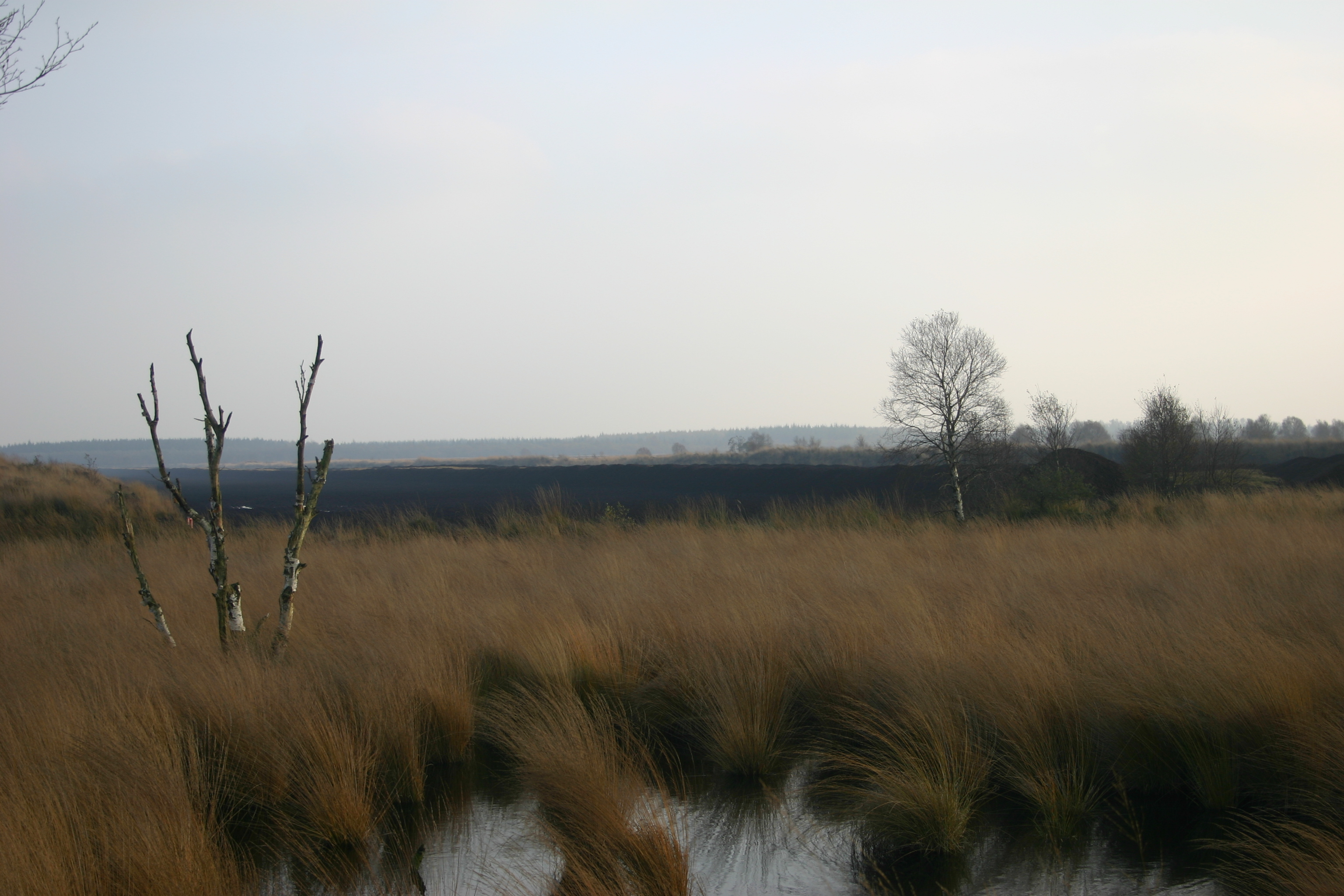
Berumerfehner Moor

## Lage
Das Moorgebiet liegt im äußersten Südosten der Gemeinde Großheide. Das Moor ist nach dem Ortsteil Berumerfehn benannt, der einzigen Fehnsiedlung im Norderland. Teile des Berumerfehner Moors gehören zum Naturschutzgebiet Ewiges Meer, das nach dem gleichnamigen größten Hochmoorsee benannt ist.
Im Norden steht das Moor über den Berumerfehnkanal mit dem Norder Tief in Verbindung, im Süden über den Ringkanal mit dem Ems-Jade-Kanal.

## Geschichte
Das Berumerfehner Moor ist Teil eines ausgedehnten Moorgebietes, das sich früher zwischen Hage und Aurich erstreckte. Im Zuge der Torfgewinnung wurden die meisten Flächen abgegraben und nur noch wenige Teile sind im Ursprungszustand erhalten geblieben. Die Erschließung des Moores zum Torfabbau begann mit der Gründung der Fehnkolonie Norderfehn durch die Norder Fehn-Societaet im Jahr 1794. Später erfolgte die Umbenennung des Ortes Norderfehn in Berumerfehn, nach dem näher gelegenen Ort Berum.

## Wirtschaft
Im Bereich Berumerfehner Moor wird heute weder Torf- noch Kiesabbau mehr betrieben. Die Aurich-Wiesmoor-Torfvertriebs GmbH war dort bis zum Jahr 2013 im Torfabbau tätig. Im Anschluss wurden alle Einrichtungen zurückgebaut. Die Abbaubereiche wurden auf einer Resttorfmächtigkeit von mindestens 50 cm wiedervernässt und renaturiert. Auf vielen der ehemaligen Abbauflächen hat sich bis zum heutigen Tage im Jahr 2016 schon wieder ein Torfmooswachstum eingestellt. Das Gebiet entwickelt sich somit zu einem wichtigen Habitat für Fauna und Flora, in dem viele gefährdete Arten beheimatet sind. 
Der Kiesabbau am Rande des Berumerfehner Moores wurde durch die ARGE Beekmann - Siebels durchgeführt und bereits einige Zeit vor dem Torfabbau eingestellt. Kritik an dem Bodenabbauverfahren führte zur Gründung der Bürgerinitiative „Rettet das Berumerfehner Moor“.